# Land Rober-Tunai Show
Land Rober-Tunai Show es un programa de humor y entretenimiento que se transmite los jueves a las 22:00 en la Televisión de Galicia y repite los domingos a las 19:05 en la misma cadena. Roberto Vilar lo presenta desde enero de 2015  y tiene a Eva Iglesias como humorista principal. Habitualmente reciben la visita de otros cómicos gallegos como Luis Zahera o Víctor Fábregas. Desde 2021 se unió al equipo de Land Rober el actor gallego Miguel Canalejo. También colabora asiduamente el actor Antonio Garrido debido a que vive en Galicia porque su mujer es gallega.

## Orígenes: primera etapa
La primera etapa del programa se desarrolló entre 2009 y 2011 en TVG bajo el nombre Land Rober con gran éxito
En el año 2015 la cadena retoma el programa que sigue en emisión en la actualidad.
A mediados de 2021, a la dirección de Land Rober le pareció buena idea tratar de arrinconar a una mujer joven que no sabía que nada de aquello iba a pasar para que escuchase y perdonase a su expareja, con la que había roto por vigilar su teléfono móvil, entre otras conductas controladoras. En el propio capítulo, que no fue emitido en directo, sino que fue una decisión premeditada de la productora la de emitirlo en diferido, la víctima explicó cómo aquel hombre la había distanciado de su entorno y hasta le había hecho perder un trabajo. De hecho, la CRTVG no lo ha subido a su plataforma de streaming.

## Características
El programa juega con el humor gallego conocido como "retranca", es decir, una ironía propia del carácter de los gallegos. La forma de llevar y conducir esta ironía, de modo que sea comprensible por todos los españoles, le ha hecho alcanzar cifras del 33% de share y una audiencia total de 634 000 espectadores en tan solo un programa, situándose como referencia en el entretenimiento a nivel autonómico y estatal.
El programa tiene distintos invitados VIP; entre los que se encuentran Flo Fernández, Omar Montes, Paco León, Elena Furiase, Alba Carrillo, José Corbacho, Carmen Lomana, Secun de la Rosa, Silvia Abril o Miguel Ángel Muñoz entre otros.

## Sketches
Durante el programa se emiten sketches humorísticos en directo de varios tipos. Todos ellos duran alrededor de quince minutos. Dentro de los sketches que se emiten, algunos de ellos son habituales y normalmente su contexto, o en algunos casos sus personajes son utilizados en programas posteriores creando una trama nueva (como As Mañás de Marilú).
El programa consta de otro tipo de sketches humorísticos menos habituales, en los que se utiliza un contexto y una trama nueva o parcialmente nueva. En algunos casos, se recupera el escenario pero no siguen una trama común.
Además de sketches, el programa consta de pruebas o situaciones cómicas como el habitual juego de llamar a un amigo o amiga para responder para conseguir una camiseta u otro premio o el juego de gestos en el que hay que adivinar ciertas palabras que aparecen en la pantalla, siempre en tono de humor.

## Antiguossketchsdel programa (antes de que se fuera Touriñan)
"Los gorrillas", con José Luis (Touriñán) y José María (Roberto), se trata de unos gorrilas a los que les van pasando diferentes situaciones a la hora de hacer el pago de las drogas. Una de las características de estos personajes es que cuando les dicen que maten a alguien, contestan con alguna de sus frases más utilizadas, como son: "somos asesinos sanguinarios", "nooo, bueno vinimos a jugar" o con la frase más usada y reconocida: "Hay que ser legales".
Otra de las secciones son los viajes de "los jubilados por el mundo", donde se cuentan las historias que le pasan a Manolo (Touriñán) y a Concha (Eva Iglesias), su mujer, con la que va a distintos viajes, donde les suceden situaciones muy cómicas.
Otro personaje divertido y disparatado es José Lanzao (Roberto), cuya peculiaridad es su constante movimiento de brazos y piernas. Alguna vez hasta se ha visto que ni su mujer ni su hija podían seguirle. 
Joao Simoes (Touriñán), otro personaje del programa, es un millonario portugués al que le tocaron 190 millones en el Euromillones, su cantante favorito es Quim Barreiros y de todas sus canciones, su preferida y su canción de entrada en el plató es "A cabritinha"
Además de estos nuevos contenidos, el programa recupera contenidos del anterior Land Rober, como "Histerias de hospital", que tiene un peculiar personaje llamado Felipe II y Criaturas de nota.
Otro de los sketches habituales es el de "Primeiras Citas" parodia del programa "First Dates", en el que los personajes se encuentran con situaciones extrañas y paradójicas en las citas de los personajes, creando un ambiente divertido.

## La noche de Rober
La noche de Rober fue un intento de nacionalizar Land Rober. Con solo seis capítulos, dejó de emitirse por falta de audiencia. A diferencia que el programa original no era en directo ni tenía sketchs. Tampoco participaba tanto el público como en el original.